# Liste des paroisses civiles du Kent

Localisation du comté du Kent en Angleterre.

Voici la liste des paroisses civiles du comté cérémoniel du Kent, en Angleterre. 

## Ashford
L'ancien District urbain d'Ashford est sans précédent.

Carte du borough d'Ashford.

- Aldington 12
- Appledore 42
- Bethersden 46
- Biddenden 42
- Bilsington 12
- Bonnington 12
- Boughton Aluph 12
- Brabourne 12
- Brook 12
- Challock 12
- Charing 46
- Chilham 12
- Crundale 12
- Eastwell 12
- Egerton 46
- Godmersham 12
- Great Chart with Singleton 46
- Hastingleigh 12
- High Halden 42
- Hothfield 46
- Kenardington 42
- Kennington[1]
- Kingsnorth 46
- Little Chart 46
- Mersham 12
- Molash 12
- Newenden 42
- Orlestone 12
- Pluckley 46
- Rolvenden 42
- Ruckinge 12
- Sevington 12
- Shadoxhurst 46
- Smarden 46
- Smeeth 12
- South Willesborough and Newtown[2]
- Stanhope 46
- Stone cum Ebony 42
- Tenterden (ville)41
- Warehorne 12
- Westwell 46
- Wittersham 42
- Woodchurch 42
- Wye with Hinxhill 12

## Canterbury

Carte du district de Canterbury.

L'ancien borough du comté de Canterbury et des parties de l'ancien district urbain de Herne Bay et du district urbain de Whitstable sont inédits.
- Adisham 2
- Barham 2
- Bekesbourne-with-Patrixbourne 2
- Bishopsbourne 2
- Blean 2[3]
- Bridge 2
- Chartham 2
- Chestfield 47
- Chislet 2
- Fordwich (ville)2
- Hackington 2
- Harbledown and Rough Common 2[4]
- Herne and Broomfield 19
- Hersden 2[3]
- Hoath 2
- Ickham and Well 2
- Kingston 2
- Littlebourne 2
- Lower Hardres and Nackington 2[3]
- Petham 2
- Sturry 2
- Thanington 2[3]
- Upper Hardres 2
- Waltham 2
- Westbere 2
- Wickhambreaux 2
- Womenswold 2

## Dartford

Carte du borough de Dartford.

L'ancien borough municipal de Dartford est sans précédent.
- Bean 8
- Darenth 8
- Longfield and New Barn 8
- Southfleet 8
- Stone 8
- Sutton at Hone and Hawley 8
- Swanscombe and Greenhithe (town)40
- Wilmington 8

## Dover

Carte du district de Dover.

L'ensemble du district est paroissial.
- Alkham 11
- Ash 13
- Aylesham 13
- Capel le Ferne 11
- Deal (ville)9
- Denton with Wootton 11
- Dover (ville)10
- Eastry 13
- Eythorne 13
- Goodnestone 13
- Great Mongeham 9
- Guston 11
- Hougham Without 11
- Langdon 11
- Lydden 11
- Nonington 13
- Northbourne 13
- Preston 13
- Ringwould with Kingsdown 11
- Ripple 13
- River 10 11
- Sandwich (ville)33
- Shepherdswell with Coldred 11
- Sholden 13
- St Margaret's at Cliffe 11
- Staple 13
- Stourmouth 13
- Sutton 13
- Temple Ewell 11
- Tilmanstone 13
- Walmer 9
- Whitfield 11
- Wingham 13
- Woodnesborough 13
- Worth 13

## Folkestone and Hythe

Carte du district de Folkestone and Hythe.

L'ensemble du district est paroissial.
- Acrise 14
- Brenzett 32
- Brookland 32
- Burmarsh 32
- Dymchurch 32
- Elham 14
- Elmsted 14
- Folkestone (ville)16[5]
- Hawkinge 14
- Hythe (ville)21
- Ivychurch 32
- Lydd (ville)22
- Lyminge 14
- Lympne 14
- Monks Horton 14
- Newchurch 32
- Newington 14
- New Romney (ville)27
- Old Romney 32
- Paddlesworth 14
- Postling 14
- Saltwood 14
- Sandgate 16[5]
- Sellindge 14
- Snargate 32
- St Mary in the Marsh 32
- Stanford 14
- Stelling Minnis 14
- Stowting 14
- Swingfield 14

## Gravesham

Carte du borough de Gravesham.

L'ancien borough municipal de Gravesend et le district urbain de Northfleet sont inédits.
- Cobham 38
- Higham 38
- Luddesdown 38
- Meopham 38
- Shorne 38
- Vigo 38

## Maidstone

Carte du borough de Maidstone.

Une partie de l'ancien Borough municipal de Maidstone
- Barming 24
- Bearsted 24
- Bicknor 20
- Boughton Malherbe 20
- Boughton Monchelsea 24
- Boxley 20
- Bredhurst 20
- Broomfield and Kingswood 20
- Chart Sutton 20
- Collier Street 24
- Coxheath 24
- Detling 20
- Downswood 24
- East Farleigh 24
- East Sutton 20
- Frinsted 20
- Harrietsham 20
- Headcorn 20
- Hollingbourne 20
- Hucking 20
- Hunton 24
- Langley 20
- Leeds 20
- Lenham 20
- Linton 24
- Loose 24
- Marden 24
- Nettlestead 24
- Otham 24
- Otterden 20
- Staplehurst 24
- Stockbury 20
- Sutton Valence 20
- Teston 24
- Thurnham 20
- Tovil 23
- Ulcombe 20
- West Farleigh 24
- Wichling 20
- Wormshill 20
- Yalding 24

## Medway

Carte de l'autorité unitaire de Medway.

L'ancien Municipal Borough de Chatham, Municipal Borough de Gillingham et le Municipal Borough de Rochester sont restés inchangés.
- Allhallows 38
- Cliffe and Cliffe Woods 38
- Cooling 38
- Cuxton 38
- Frindsbury Extra 38
- Halling 38
- High Halstow 38
- Hoo St Werburgh 38
- Isle of Grain 38
- St Mary Hoo 38
- Stoke 38

## Sevenoaks

Carte du district de Sevenoaks.

L'ensemble du district est paroissial.
- Ash-cum-Ridley 8
- Badgers Mount 34 [6]
- Brasted 34
- Chevening 34
- Chiddingstone 34
- Cowden 34
- Crockenhill 8
- Dunton Green 34
- Edenbridge (ville)34
- Eynsford 8
- Farningham 8
- Fawkham 8
- Halstead 34
- Hartley 8
- Hever 34
- Hextable 8[7]
- Horton Kirby and South Darenth 8
- Kemsing 34
- Knockholt 34
- Leigh 34
- Otford 34
- Penshurst 34
- Riverhead 34
- Seal 34
- Sevenoaks (ville)35
- Sevenoaks Weald 34
- Shoreham 34
- Sundridge with Ide Hill 34
- Swanley (ville)8
- Westerham 34
- West Kingsdown 8

## Swale

Carte du borough de Swale.

L'ancien District urbain de Sittingbourne et Milton et une partie de l'ancien quartier de Queenborough dans le borough municipal de Sheppey sont restés inchangés.
- Badlesmere 39
- Bapchild 39
- Bobbing 39
- Borden 39
- Boughton under Blean 39
- Bredgar 39
- Doddington 39
- Dunkirk 39
- Eastchurch 29
- Eastling 39
- Faversham (ville) 15
- Graveney with Goodnestone 39
- Hartlip 39
- Hernhill 39
- Iwade 39
- Leaveland 39
- Leysdown 29
- Lower Halstow 39
- Luddenham 39
- Lynsted with Kingsdown 39[8]
- Milstead 39
- Minster-on-Sea 29
- Newington 39
- Newnham 39
- Norton 39
- Oare 39
- Ospringe 39
- Queenborough (ville)29
- Rodmersham 39
- Selling 39
- Sheerness 29[9],[10]
- Sheldwich 39
- Stalisfield 39
- Teynham 39
- Throwley 39
- Tonge 39
- Tunstall 39
- Upchurch 39
- Warden 29

## Thanet

Carte du district de Thanet.

Une partie de l'ancien borough municipal de Margate est restée inchangée.
- Acol 13
- Birchington 26
- Broadstairs and St Peters (ville)3
- Cliffsend 30
- Manston 26 30
- Minster 13
- Monkton 13
- Ramsgate (ville) 30[11]
- Sarre 13
- St Nicholas-at-Wade 13
- Westgate-on-Sea [12],[13]

## Tonbridge and Malling

Carte du borough de Tonbridge and Malling.

L'ancien district urbain de Tonbridge est sans précédent.
- Addington 25
- Aylesford 25
- Birling 25
- Borough Green 25
- Burham 25
- Ditton 25
- East Malling and Larkfield 25
- East Peckham 25
- Hadlow 43
- Hildenborough 43
- Ightham 25
- Kings Hill 25
- Leybourne 25
- Mereworth 25
- Offham 25
- Platt 25
- Plaxtol 25
- Ryarsh 25
- Shipbourne 25
- Snodland (ville) 25
- Stansted 25
- Trottiscliffe 25
- Wateringbury 25
- West Malling 25
- West Peckham 25
- Wouldham 25
- Wrotham 25

## Tunbridge Wells

Carte du borough de Tunbridge Wells.

La majeure partie de l'ancien borough municipal de Tunbridge Wells est restée inchangée. La seule exception est Rusthall qui est devenue une paroisse civile en 2011.
- Benenden 6
- Bidborough 43
- Brenchley and Matfield 43[14],[15]
- Capel 43
- Cranbrook and Sissinghurst6
- Frittenden 6
- Goudhurst 6
- Hawkhurst 6
- Horsmonden 43
- Lamberhurst 43
- Paddock Wood (ville)43
- Pembury 43
- Rusthall 45
- Sandhurst 6
- Southborough (ville)37
- Speldhurst 43